# 1663 en France
Chronologie de la France
- 1659
- 1660
- 1661
- 1662
- 1663
- 1664
- 1665
- 1666
- 1667

Cette page concerne l’année 1663 du calendrier grégorien.

## Événements
- 1er janvier : Choisy est nommé à l’abbaye de Saint-Seine[1].
- 2 janvier : ordonnance instituant le régiment du Roi[2].

- 6 janvier : banquet au Louvre, à la fin duquel est jouée L’École des femmes de Molière. Succès de la pièce, qui fait rire le roi, la reine-mère, Colbert, Monsieur et Madame. Elle est cependant jugée inconvenante et impie par ses détracteurs[3].

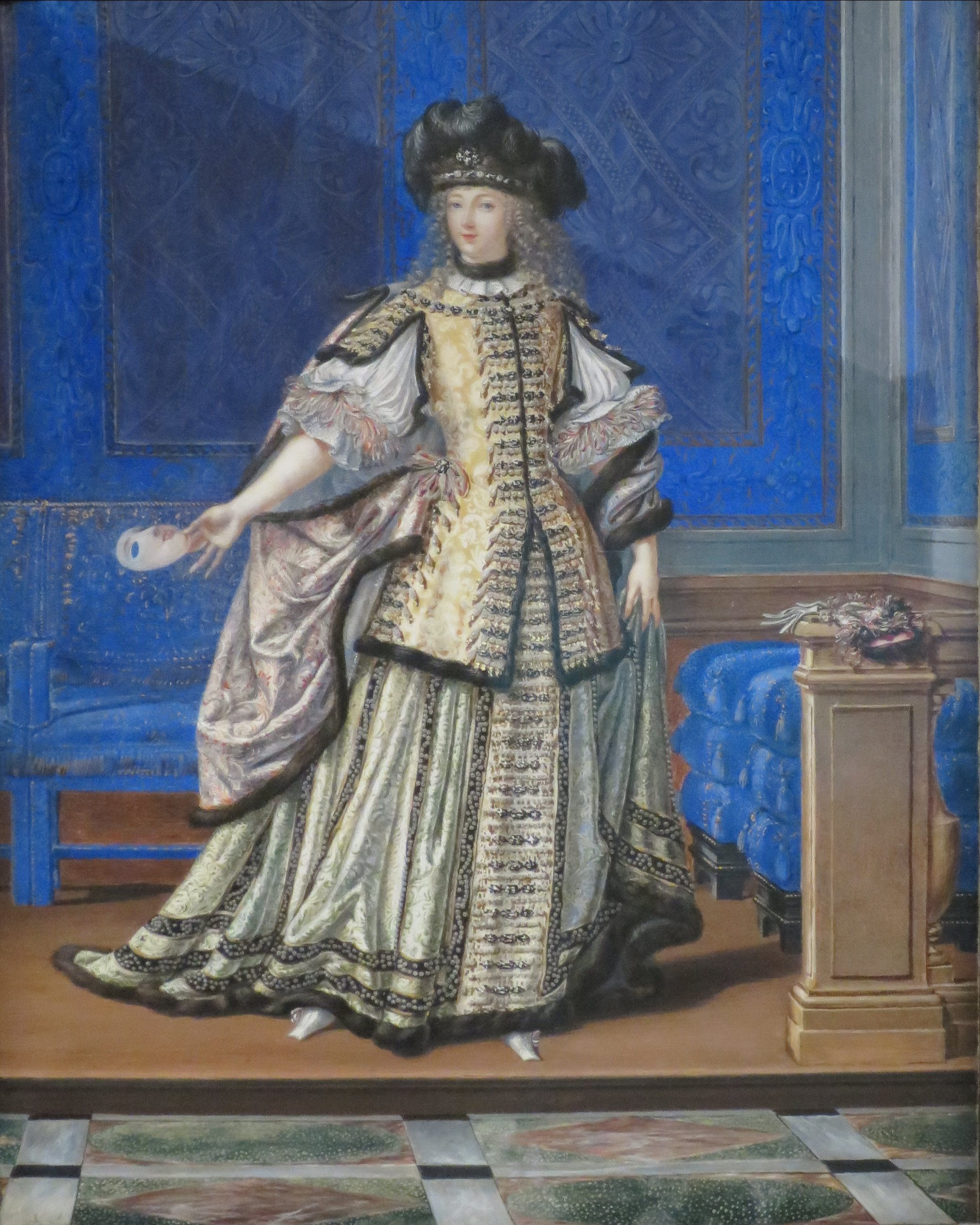
Mlle de La Vallière en costume, par Joseph Werner, vers 1660.

- 8 janvier : ballet des Arts de Benserade, musique de Lully et Lambert est dansé par le roi à la cour. Il est entouré de Mlles de Mortemart, de Saint-Simon, de la Vallière et de Madame de Sévigné, sous la présidence de Madame[4].
- 18 janvier: Louis XIV ordonne par arrêt du Conseil d’État l’examen du projet de Pierre-Paul Riquet pour la création du canal du Midi[5].
- 19 janvier-21 janvier : la mère et la femme de Fouquet présentent cinq nouvelles requêtes demandant la restitution des papiers saisis et la révocation de Foucault et Talon et de deux juges[6]. Fouquet, à Vincennes, rédige ses Défenses au début de l’année[7].

- 3 février :
  - première réunion de la Petite Académie, à l’origine de celle des inscriptions et belles-lettres[8].
  - la Chambre de justice admet dans les requêtes de la famille de Fouquet que ne pourront être produites que des pièces dont Fouquet aura eu connaissance[6].

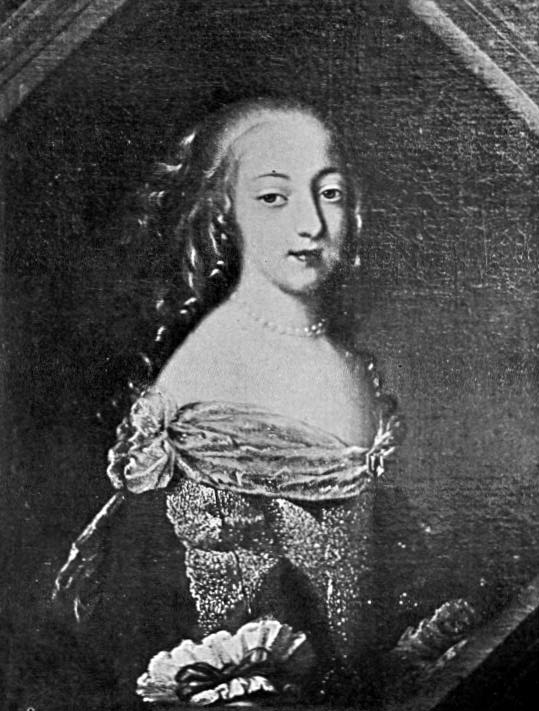
Françoise de Rochechouart

- 6 février : mariage de Françoise de Rochechouart, avec Louis Henri de Pardaillan de Gondrin, marquis de Montespan, célébré en l’église Saint-Sulpice de Paris[9].
- 8 février : organisation de l’Académie de peinture par Louis XIV et Colbert. Tous les peintres et sculpteurs du roi doivent s’agréger à l’Académie de peinture et de sculpture. Celle-ci reçoit en décembre une pension annuelle de 4 000 livres. Ces statuts définitifs sont établis le 24 décembre[10].
- 24 février : la Nouvelle-France devient une province française[11]. La coutume de Paris y est introduite.
- Février : Daniel de Cosnac se rend à la cour pour évoquer avec Le Tellier un litige qui l’oppose à Saint-Ferréol, gouverneur de Die. Le différend sera tranché par le roi en faveur de Cosnac[12].

- 4 mars : mariage de Charles-Emmanuel II, duc de Savoie, avec Françoise de France, fille de Gaston d’Orléans[13].
- 18 mars : nouvelle lettre, portée par un certain La Richardière, de Turenne à Mademoiselle pour la presser une nouvelle fois de se marier au roi du Portugal. La Richardière fait comprendre à Mlle toute la manigance du projet de mariage avec le roi du Portugal[14].

- 3 avril : démission de Loménie[15]. Hugues de Lionne est nommé secrétaire d’État aux Affaires étrangères le 20 avril[16].
- 6 avril : ratification tardive de l’alliance franco-néerlandaise du 27 avril 1662, les états généraux ayant été réticents à y comprendre Dunkerque[17].
- 7 avril : Gourville, convaincu de « péculat et concussion »  par la chambre de justice, est condamné à mort par contumace[18] (à la suite du procès Fouquet).
- 10 avril : ouverture du procès Fouquet. Pendant 42 séances, jusqu’au 7 juillet, la chambre de justice examine l’accusation de Denis Talon[19].
- 17 avril : mariage de Anne de Rohan-Chabot, avec François de Rohan, prince de Soubise[20].
- 2 mai : une déclaration en six articles de la Sorbonne au sujet des thèses touchant l’infaillibilité du pape donne des armes aux jansénistes : « ce n’est pas la doctrine ou un dogme de la faculté que pape soit cru infaillible lorsqu’il n’intervient aucun assentiment de l’Église ». Le 8 mai, la déclaration est lue au roi par l’archevêque de Paris Hardouin de Péréfixe[21] puis enregistrée par le Parlement de Paris le 30 mai avec défense de soutenir aucune doctrine contraire. Le 4 août, une déclaration du roi prescrit l’enregistrement de la déclaration de la Sorbonne dans toutes les Parlements du royaume et dans toutes les juridictions inférieures[22].
- 10 - 19 mai : Bossuet prêche la retraite préparatoire à l’ordination de la Trinité à Saint-Lazare[23].

- 25 mai : Charles Colbert de Croissy devient maître des requêtes[24].
- 30 mai : la Chambre de justice qui juge Fouquet est transférée à l’Arsenal de Paris[25].

- 1er juin :
  - ouverture des conférences de Pont-de-Beauvoisin, alternativement en Dauphiné et en Savoie, entre Créqui et le nonce Rasponi pour tenter de résoudre la crise diplomatique entre la France et le Saint-Siège[26]. Dès le 3 juin, un accord provisoire est mis au point. Les négociations sont âpres et finissent par échouer le 30 juin sur la question de la restitution de Castro au duché de Parme. Le 26 juillet, un arrêt du Parlement d’Aix réunit Avignon et le Comtat au royaume[27].
  - La Critique de l’École des femmes, pièce écrite en réponse aux attaques contre L’École des femmes, est jouée au théâtre du Palais-Royal[3]
- 8 juin : les Portugais, en partie grâce à Schomberg, battent les espagnols de don Juan d’Autriche à Ameixial[28].
- 20 juin : Fouquet est transféré de Vincennes à la Bastille[7].
- 27 juin : Bossuet prononce l’oraison funèbre de Nicolas Cornet, au collège de Navarre[23].

- 28 juillet : en représailles de l’incident du 20 août précédent, Avignon et le Comtat sont réunis au royaume[29].

- 7 août : Bossuet prononce le Panégyrique du bienheureux Gaétan de Thiene à Paris[30].
- 15 août : Bossuet prêche sur l’Assomption, au Val-de-Grâce, devant Anne d’Autriche[30].

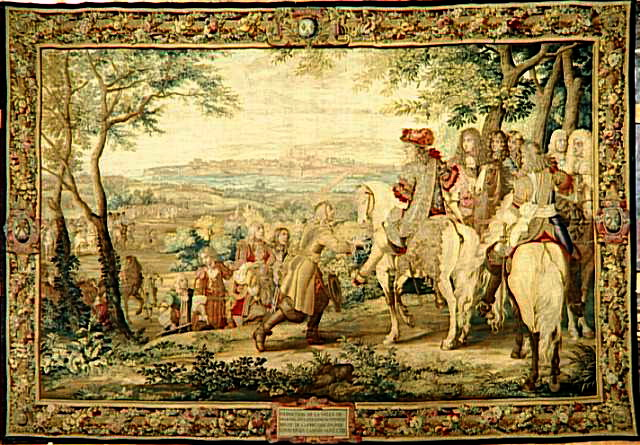
4 septembre : réduction de la ville de Marsal

- 1er septembre : traité franco-lorrain de Nomeny ; le duc Charles IV récupère la jouissance de ses États sur le pied du traité de Vincennes mais abandonne Marsal à la France[31].
- 4 septembre : Marsal, près de Nancy, se rend au maréchal de La Ferté qui représente le roi de France[32].

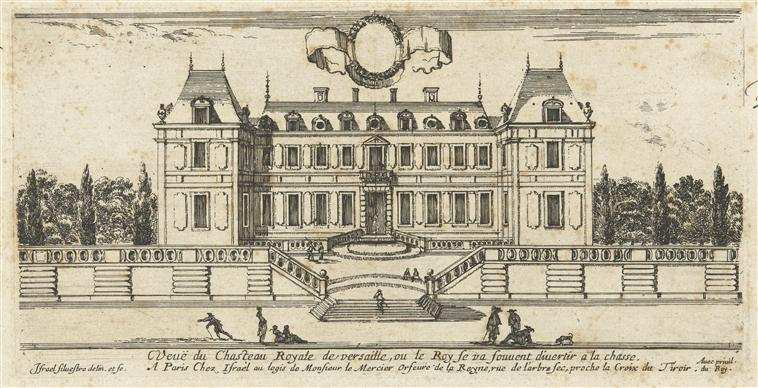
Le château de Versailles en 1660-1664, par Israël Silvestre.

- 15-22 septembre : premier séjour de la Cour à Versailles[33].
- 24 septembre : le traité de Soleure renouvelle l’alliance entre la France et la Suisse[34].
- Septembre : « Instruction pour MM. les Maîtres des requêtes, commissaires départis dans les provinces », adressée par Colbert aux intendants. Il leur demande de mettre à jour les informations relatives à leurs provinces : cartes géographiques, marine, commerce, manufactures, chemins, canaux, rivières, ponts, etc.[35].

- 14 octobre : L’Impromptu de Versailles est représentée à Versailles, puis à Paris le 4 novembre[36].
- 19 octobre : la Chambre de justice a fini de lire le premier mémoire de Fouquet[37].
- 30 octobre : consécration de l’église du monastère prémontré du Saint-Sacrement, place de la Croix-Rouge à Paris[38].

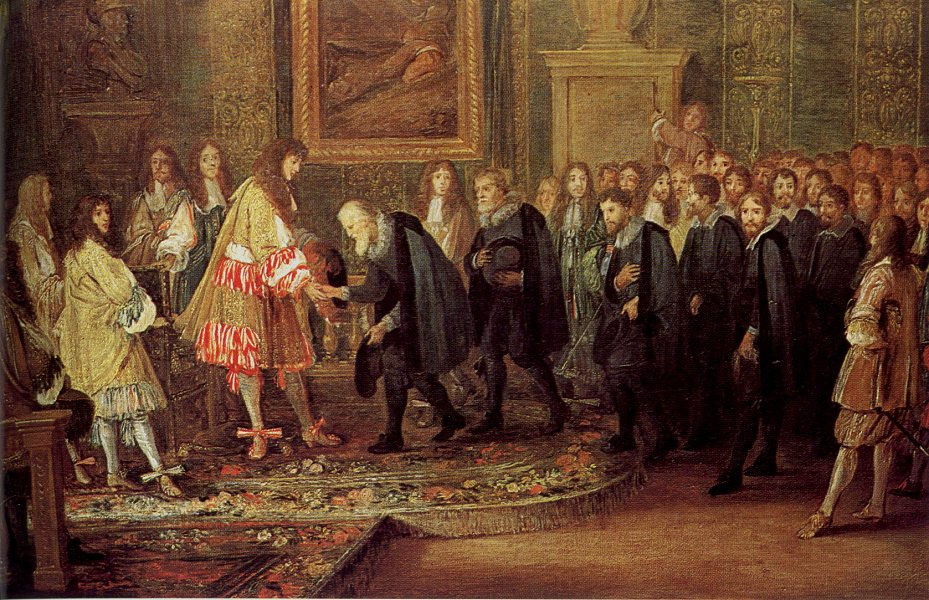
Louis XIV reçoit au Louvre les ambassadeurs des treize cantons suisses, 11 novembre 1663.

- 18 novembre : serment du renouvellement de l’alliance entre la France et les Suisses à la  Cathédrale Notre-Dame de Paris en présence de Louis XIV et des ambassadeurs helvétiques tel que Leonhard Meyer[39].
- 25 novembre : Bossuet prononce un nouveau Panégyrique de sainte Catherine à Saint-Nicolas-du-Chardonnet[30].

- 11 décembre : le duc d’Enghien, épouse Anne de Bavière, fille d’Édouard de Bavière, prince palatin, et d’Anne de Gonzague[40].
- 15 décembre : Anne de Noailles obtient le titre de duc de Noailles et Pair de France[41].
- 19 décembre : naissance du premier enfant du roi et de Mlle de La Vallière, Charles de Bourbon, mort en 1666[8].
- 30 décembre : Bossuet prêche pour l’inauguration du couvent des Carmélites de la rue du Bouloi à Paris[30].